# Daouda Guindo
Daouda Guindo (Malí, 14 de octubre de 2002) es un futbolista maliense que juega de defensa en el Red Bull Salzburgo de la Bundesliga austríaca.

## Trayectoria
En enero de 2021 fichó por el Red Bull Salzburgo, firmando un contrato de cuatro años y dejando su país natal (Malí). Inmediatamente fue cedido al club filial del Salzburgo, el F. C. Liefering. Debutó el 12 de febrero, disputando la totalidad de la victoria por 3-1 en casa contra el SC Austria Lustenau.
El 27 de junio de 2022 fue cedido al F. C. St. Gallen de Suiza para la temporada 2022-23. Debutó con el club en la primera jornada de la temporada, sustituyendo en el descanso a Leonidas Stergiou en la derrota a domicilio por 1-0 ante el Servette F. C. Comenzó bien la temporada a nivel individual dando con su primera asistencia el 6 de agosto en la derrota de la liga por 3-2 ante el Grasshopper Club Zúrich.

## Estadísticas

### Clubes
Actualizado al último partido disputado el 6 de noviembre de 2024.
| Club                         | Div.          | Temporada     | Liga  | Liga  | Copas nacionales | Copas nacionales | Copas internacionales | Copas internacionales | Total | Total |
| Club                         | Div.          | Temporada     | Part. | Goles | Part.            | Goles            | Part.                 | Goles                 | Part. | Goles |
| ---------------------------- | ------------- | ------------- | ----- | ----- | ---------------- | ---------------- | --------------------- | --------------------- | ----- | ----- |
| F. C. Liefering · Austria    | 2.ª           | 2020-21       | 16    | 0     | —                | —                | —                     | —                     | 16    | 0     |
| F. C. Liefering · Austria    | 2.ª           | 2021-22       | 7     | 2     | —                | —                | —                     | —                     | 7     | 2     |
| F. C. Liefering · Austria    | Total club    | Total club    | 23    | 2     | 0                | 0                | 0                     | 0                     | 23    | 2     |
| Red Bull Salzburgo · Austria | 1.ª           | 2021-22       | 7     | 0     | 3                | 1                | 1                     | 0                     | 11    | 1     |
| F. C. St. Gallen · Suiza     | 1.ª           | 2022-23       | 15    | 1     | 2                | 0                | —                     | —                     | 17    | 1     |
| F. C. St. Gallen · Suiza     | Total club    | Total club    | 15    | 1     | 2                | 0                | 0                     | 0                     | 17    | 1     |
| Red Bull Salzburgo · Austria | 1.ª           | 2023-24       | 18    | 0     | 3                | 0                | —                     | —                     | 21    | 0     |
| Red Bull Salzburgo · Austria | 1.ª           | 2024-25       | 3     | 0     | 1                | 0                | 2                     | 1                     | 6     | 1     |
| Red Bull Salzburgo · Austria | Total club    | Total club    | 28    | 0     | 7                | 1                | 3                     | 1                     | 38    | 2     |
| Total carrera                | Total carrera | Total carrera | 66    | 3     | 9                | 1                | 3                     | 1                     | 78    | 5     |

## Palmarés

### Títulos nacionales
| Título          | Club               | País    | Año  |
| --------------- | ------------------ | ------- | ---- |
| Bundesliga      | Red Bull Salzburgo | Austria | 2022 |
| Copa de Austria | Red Bull Salzburgo | Austria | 2022 |
| Bundesliga      | Red Bull Salzburgo | Austria | 2023 |